# Jacques Antoine Friquet de Vauroze
Pour les articles homonymes, voir Friquet.
Jacques Antoine Friquet de Vauroze est un peintre et graveur français, né à Troyes le 12 décembre 1638, et mort à Paris le 25 juin 1716 .

## Biographie
On connaît peu d'éléments sur la vie de l'artiste. Il a été un élève de Sébastien Bourdon, et a peint, d'après les dessins de son maître, la galerie de l'Hôtel de Bretonvilliers, président de la Chambre des comptes.
Au connaît quelques informations sur sa famille grâce à l'acte de mariage de son frère Claude Friquet, du 8 octobre 1679 à Saint-Nicolas-des-Champs avec Marguerite Renault, âgé de 27 ans. Son père est Antoine Friquet, bourgeois de Troyes. Ses frères sont Nicolas Friquet, commis aux fortifications, âgé de 43 ans, Jean Friquet, sculpteur, âgé de 36 ans, Antoine Friquet, peintre et concierge de Monseigneur de Chevreuse, âgé de 32 ans.
Jacques Friquet a été marié à Louise Hollier dont il a eu au moins deux enfants : Marie, née le 4 mai 1670, ayant pour marraine Marie Le Bé, épouse d'Étienne Jacquinot de Vauroze, parente de la femme de Charles Le Brun, et Charles, baptisé le 11 décembre 1672.
Le titre de Vauroze ne lui appartenait pas. Étienne Jacquinot, bourgeois de Paris, l'a autorisé à le porter à la suite d'un accord dont il n'y a pas de trace.

### Carrière
Jacques Friquet se distingua à vingt-quatre ans aux deux concours de l'Académie royale de peinture et de sculpture organisés en 1663, gagnant le troisième prix en avril et le second en juillet. L'Académie royale le reçut membre sept ans plus tard, le 16 octobre 1670, sur présentation de La Paix d'Aix-la-Chapelle, aujourd'hui au musée du Louvre. Il y enseignait l'anatomie depuis le mois de juillet ; il fut professeur titulaire le 18 novembre 1702.
À partir de sa réception à l'Académie, il put recevoir des commandes de l'État, dont les registres des Bâtiments du Roi indiquent le paiement : « Au sieur Friquet, peintre, 200 livres, pour les soins qu'il prend d'instruire les élèves de l'Académie de peinture et de sculpt. dans la cognoissance de l'anatomie et des proportions des figures antiques et ses autres applications dans son art et pour le service du Roy, pendant l'année 1683. 17 sept. 1684 ».
En 1677, Louvois, secrétaire d'État à la guerre, lui a commandé des peintures pour le décor d'un réfectoire des pensionnaires de l'Hôtel des Invalides. Ces décors retracent les principaux épisodes de la guerre de Dévolution (1667-1668) avec la guerre des Flandres avec les batailles de Charleroi, Tournai... - et la guerre en Franche Comté avec les batailles de Besançon, Dole, et des représentations allégoriques de la campagne des Flandres, et de la conquête de la Franche Comté. Il les a terminées en 1678. Dans les années 1679-1680, Louvois lui commande la décoration du second réfectoire, au sud-est. Il décore en 1680 et 1681 les appartements du Dauphin et peint 1697 un tableau pour la chapelle de la petite écurie au Château de Versailles.
Il a aussi des gravures à partir des œuvres de Sébastien Bourdon.

### Fin de vie
Jacques Antoine Friquet de Vauroze meurt le 25 juin 1716 dans son logement à l'Arsenal comme l'indique son acte de décès : « Jacques Friquet, sieur de Voroze, peintre et académiste ordinaire du Roy, est décédé en son appartement à l'arsenal, âgé de 78 ans ou environ, duquel le corps a été inhumé sous les charniers de Saint-Paul, sa paroisse, le 26 du courant, en présence de M. Claude Matthieu, seigneur de Montchevrau, architecte ordinaire du Roy, gendre de François Matthieu de Montchevrau, petit-fils, et de Claude Friquet, bourgeois de Paris, frère du defunct ».